# Pointe Coquelet
La pointe Coquelet est un cap de Guadeloupe située aux Saintes.

## Géographie
Il est situé entre la pointe à l'Eau et le bourg de Terre-de-Haut et forme les anses Mire et du Bourg. Il est surplombé par le Fort Napoléon.